# King George Island
King George Island (englisch für „König-Georg-Insel“, spanisch Isla Rey Jorge, in Argentinien Isla 25 de Mayo) ist mit 1260 km² Fläche die größte Insel im Archipel der Südlichen Shetlandinseln in der Antarktis. Der Archipel liegt zwischen dem Südlichen Ozean und der Bransfieldstraße. In Argentinien ist die Insel nach dem argentinischen Nationalfeiertag, dem 25. Mai, benannt. In Russland, dessen wichtigste antarktische Forschungsstation auf der Insel liegt, wird sie neben ihrem offiziellen Namen auch Waterloo (Ватерлоо) genannt. Die einzige zivile Ansiedlung auf der Isla Rey Jorge ist das chilenische Dorf Villa Las Estrellas. In der Nähe befindet sich der chilenische Antarktisflugplatz Aeródromo Teniente Rodolfo Marsh Martín (englisch: Teniente Rodolfo Marsh Martin Base Airport; IATA: TNM, ICAO: SCRM). Er ist der einzige Flugplatz der Antarktis mit einem IATA-Code. Die Insel gehört zu dem gleichermaßen von Chile, Argentinien und Großbritannien beanspruchten Teil des Antarktisterritoriums.

## Geschichte
William Smith entdeckte die Insel am 16. Oktober 1819 und nahm sie für Großbritannien in Besitz. Seine Landung am Esther Harbour an der Nordwestspitze der Insel war zugleich die erste Landung in der Antarktis. Zusammen mit Edward Bransfield kehrte er wenig später zur Insel zurück und landete am 22. Januar an der King George Bay an der Südspitze. Hierbei erhielt die Insel ihren Namen zu Ehren von König Georg III. Bransfield und Smith erstellten in der Folgezeit eine erste, grobe Karte der Insel.
Am 25. Dezember 1820 erlitt das britische Walfangschiff Lady Troubridge vor der Küste der Insel Schiffbruch. Dessen Kapitän Richard Sherratt fertigte bis zur Rettung eine weitere Karte der Insel an. 1821 mussten elf Walfänger vom Schiff Lord Melville am Esther Harbour überwintern – die erste Überwinterung in der Antarktis. In den Jahren 1876 und 1877 musste die Mannschaft des amerikanischen Walfängers Florence dort überwintern, es überlebte allerdings nur der Maat, der 1877 von der Francis Allyn gerettet wurde.
Im März 1874 wurde die Insel von Eduard Dallmann besucht sowie im Dezember 1909 von Jean-Baptiste Charcot. Die ersten genauen Karten wurden in den 1930er Jahren durch die Mannschaft der RRS Discovery II angefertigt.
Die erste dauerhafte Forschungsstation wurde von Großbritannien in den Jahren 1946 bis 1957 errichtet; sie wurde 1961 geschlossen. 1953 errichtete Argentinien die Carlini-Station (ehemals Jubany-Station).

## Geographie
King George Island liegt rund 120 Kilometer vor der Küste des antarktischen Festlands. Die Insel ist 80 km lang, bis zu 30 km breit und erreicht im Rose Peak eine Höhe von 700 m über dem Meer. Drei große Buchten im Süden der Insel prägen das Erscheinungsbild, die King George Bay, die Admiralty Bay sowie die Maxwell Bay. Über 92 % der Inselfläche sind vergletschert.

## Forschungsstationen
Auf den eisfreien Flächen von King George Island, hauptsächlich im Südwesten der Insel, konzentrieren sich eine Reihe von Antarktis-Forschungsstationen verschiedener Länder. Es handelt sich um das am dichtesten mit Forschungsstationen besetzte Gebiet der Antarktis.
An der Maxwell Bay im Südwesten der Insel befinden sich:
- die nach dem früheren chilenischen Staatspräsidenten Eduardo Frei Montalva benannte Base Presidente Eduardo Frei Montalva (ehemals Base Teniente Rodolfo Marsh), die von Chile unterhalten wird und die größte Forschungsstation der Insel ist. In der Umgebung dieser Station liegt die einzige zivile Siedlung der Insel, das chilenische Dorf Villa Las Estrellas mit 80 permanent am Ort lebenden Einwohnern, einer Bank, einem Postamt, einem Souvenirladen, einer Schule sowie einem Krankenhaus. In der Nähe befinden sich ein chilenischer Luftwaffenstützpunkt und das Hotel Estrella Polar;
- die benachbarte Bellingshausen-Station (Russland). In der Nähe dieser Station liegt die südlichste russisch-orthodoxe Kirche der Welt, die Dreifaltigkeitskirche (Церковь Святой Троицы);
- die argentinische Carlini-Station im Osten der Maxwell-Bucht in einer Nebenbucht auf der Potter-Halbinsel.

Ferner liegen in der Bucht weitere Stationen von China, Südkorea und Uruguay.
Deutschland betreibt das der argentinischen Station angegliederte Dallmann-Labor.
Am unmittelbar benachbarten Ufer der Nelson-Insel liegt die tschechische Forschungsstation ECO Nelson.
An der Admiralty Bay im Zentrum der Insel befinden sich:
- die Station Comandante Ferraz (Brasilien),
- die Arctowski-Station (Polen), die auch von Touristen besucht werden kann.
- Die USA betreiben in der Nähe der polnischen Station die Pieter J. Lenie Station.

Die neun permanent besetzten Stationen auf King George Island haben zusammen genommen eine Winterbesatzung von rund 300 Männern und Frauen.

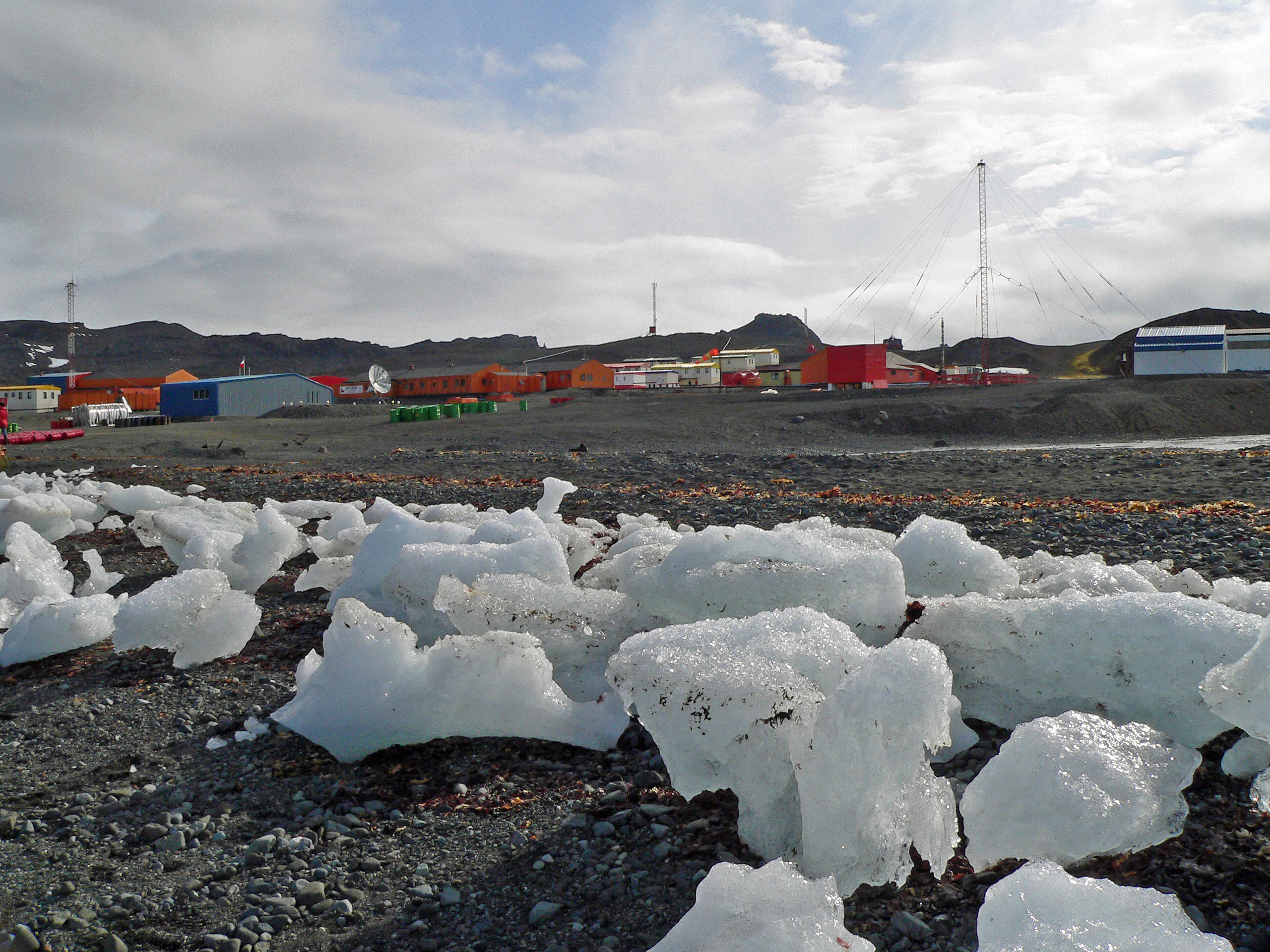
Station Presidente Eduardo Frei
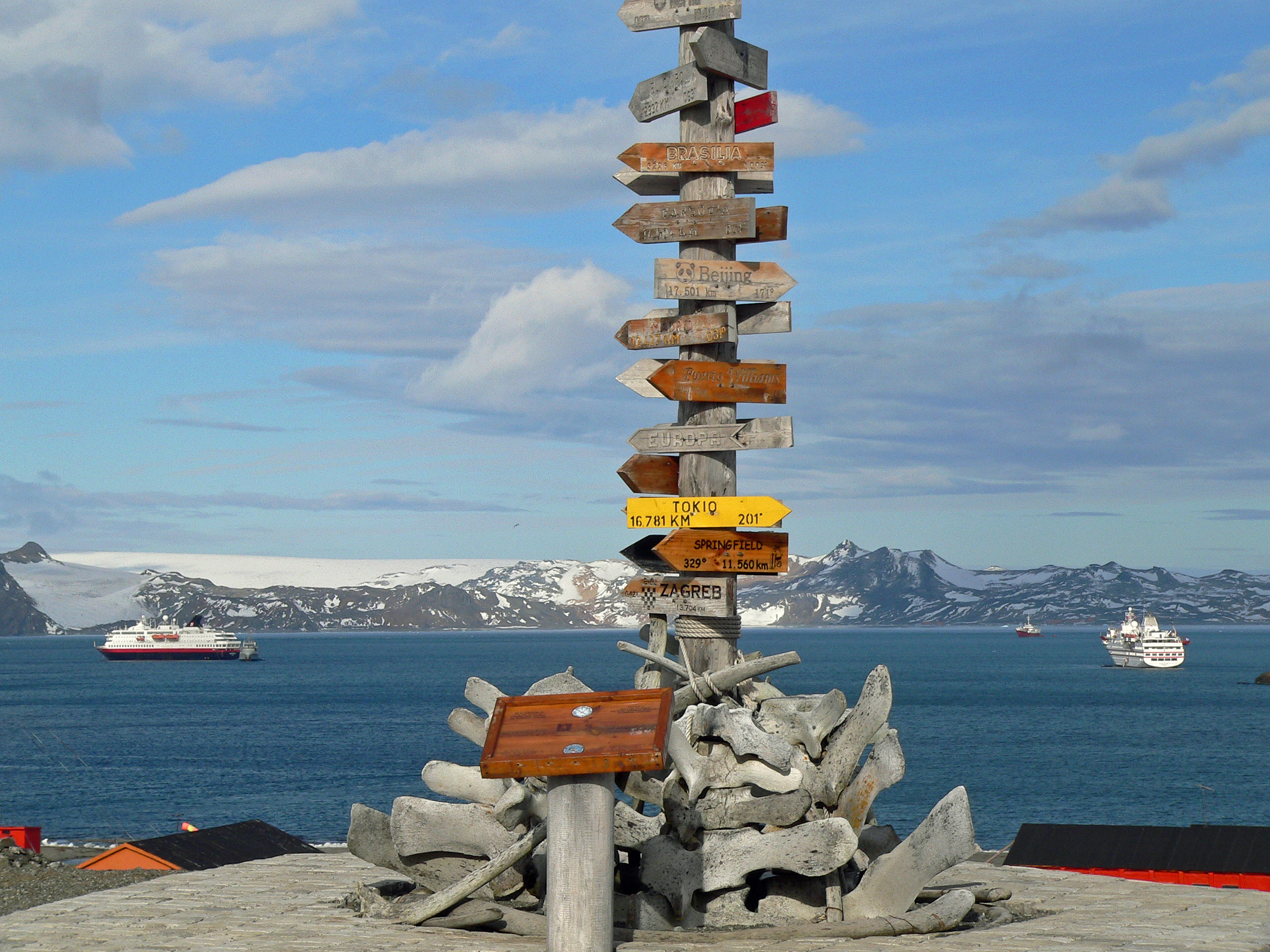
Wegweiser auf der Station Presidente Eduardo Frei
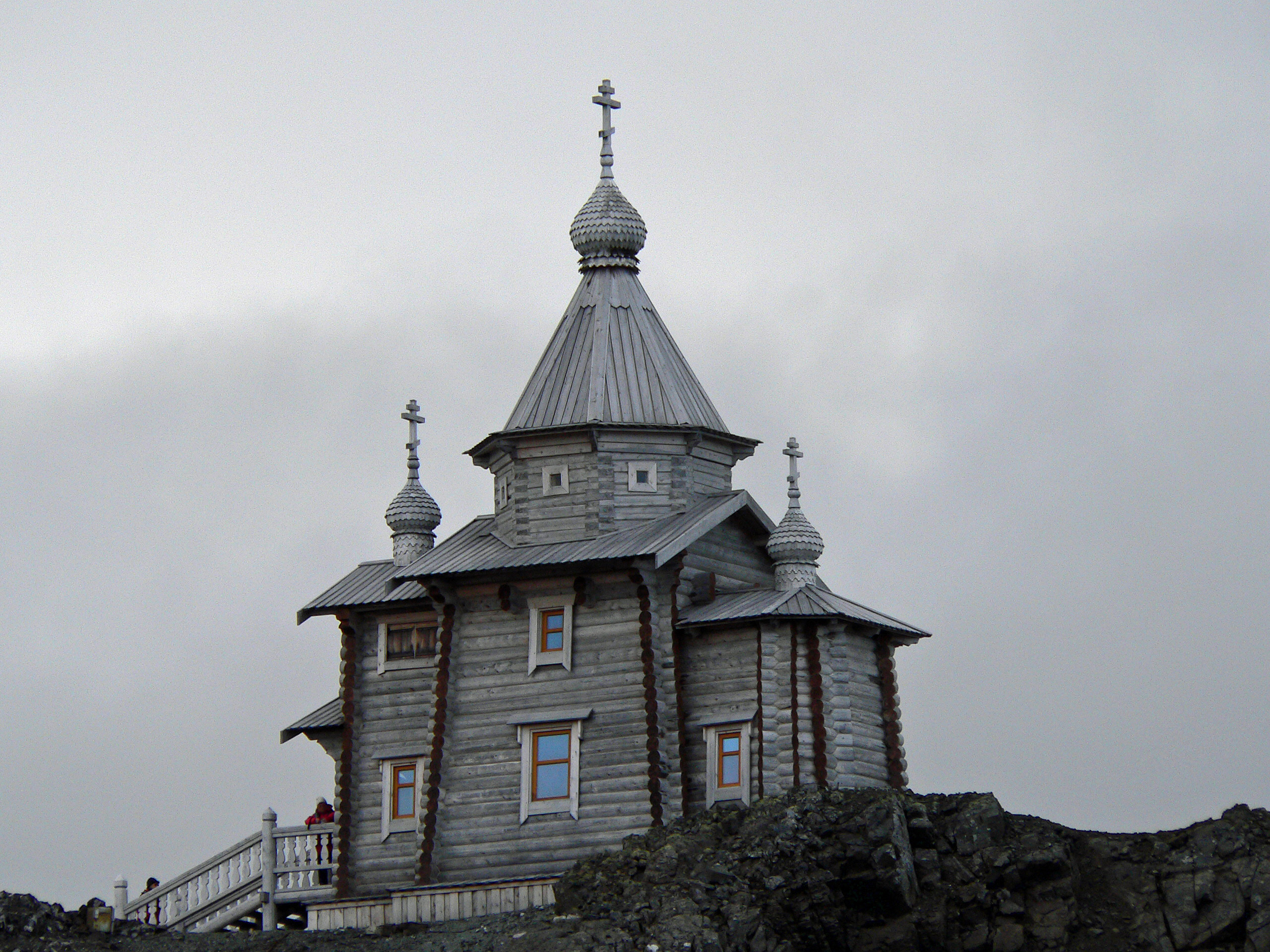
Russisch-Orthodoxe Kirche der Bellingshausen Station
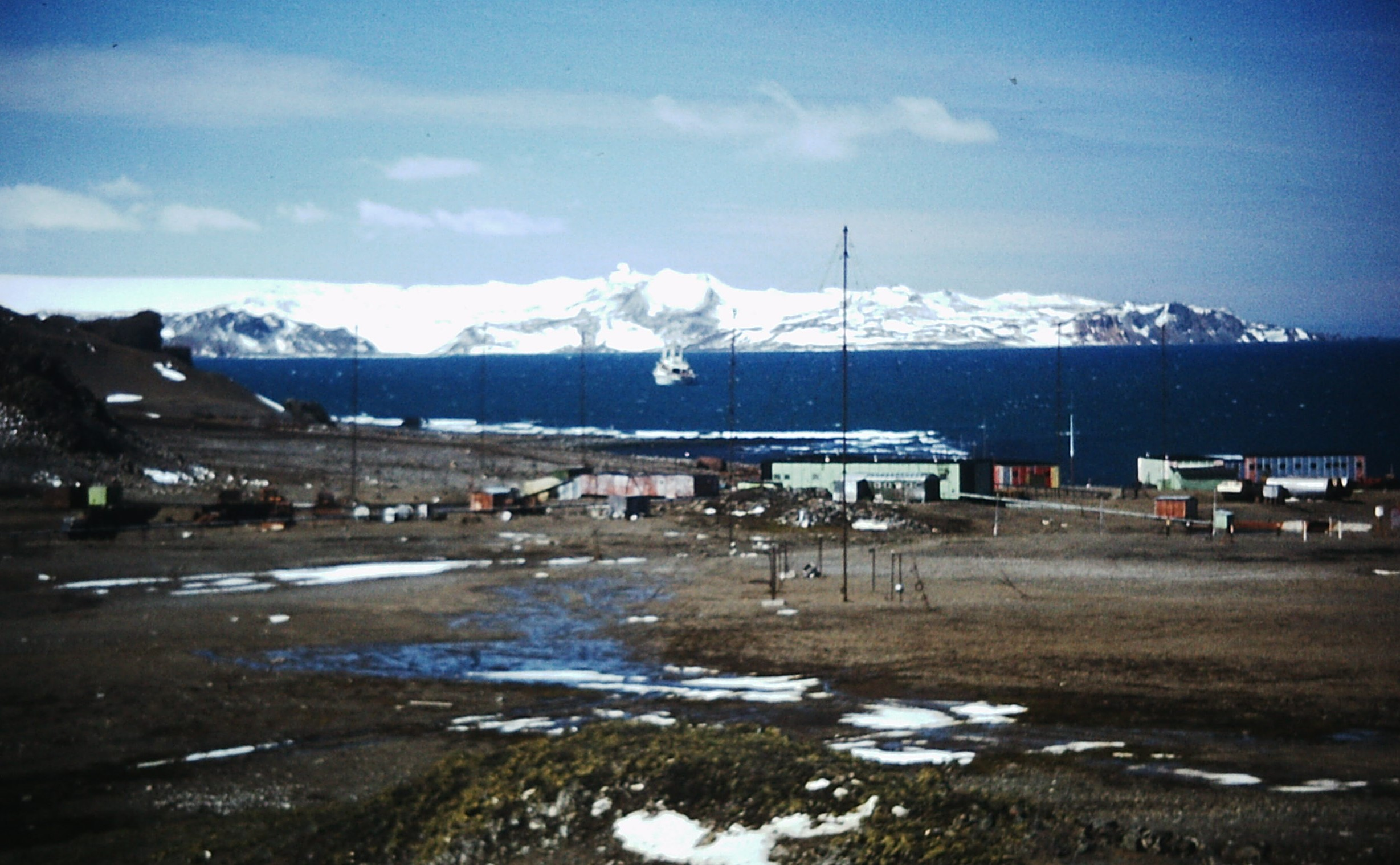
Die sowjetische (russische) Bellingshausen Station im Januar 1985.
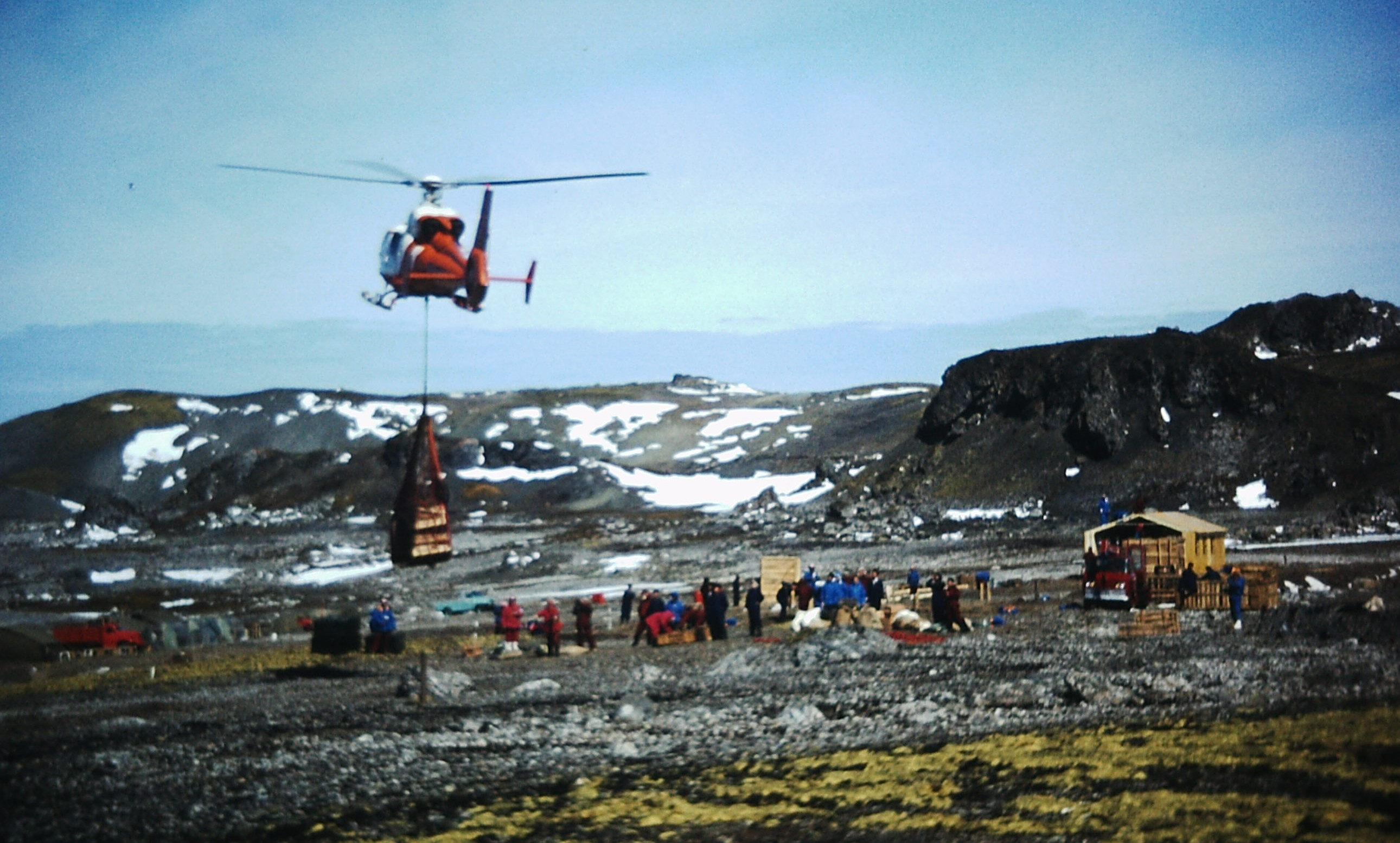
Bau der ersten chinesischen Antarktisstation auf King George Island im Januar 1985 (Great Wall Station).

## Flora und Fauna

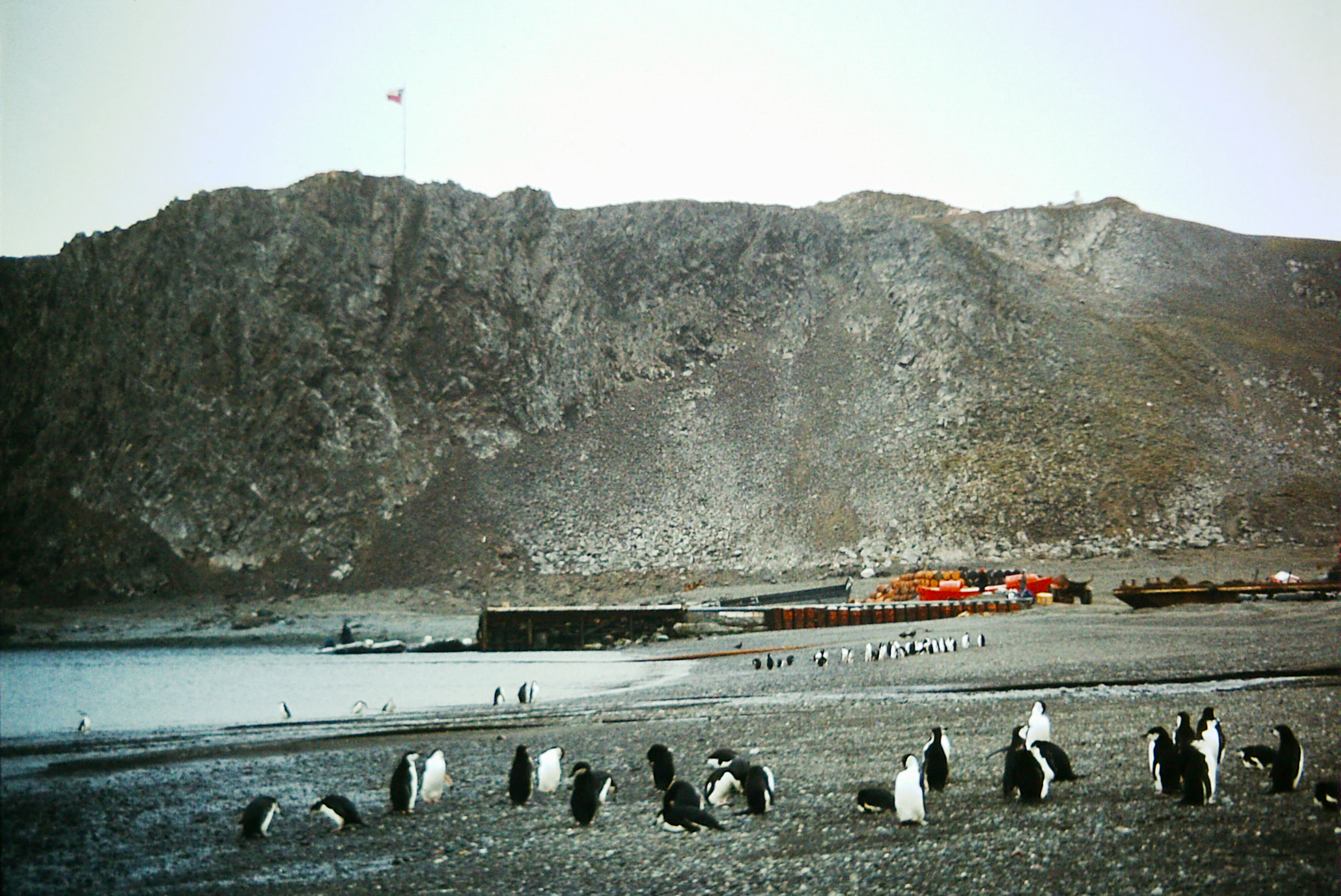
Gruppe von Zügelpinguin auf King George Island

Auf King George Island kommen beide bisher bekannten antarktischen Arten an Blütenpflanzen vor: die Antarktische Perlwurz (Colobanthus quitensis) und die häufiger verbreitete Antarktische Schmiele (Deschampsia antarctica). Auf der Insel leben verschiedene Pinguin- und Robbenarten wie der Zügelpinguin (Pygoscelis antarctica), der Südliche See-Elefant (Mirounga leonina) und der Antarktische Seebär (Arctocephalus gazella).